# Ruffin Castus Massa
Ruffin Castus Massa, né à Menton le 4 septembre 1742, mort à Nice le 28 octobre 1829, était membre de la Convention, député au Conseil des Cinq-Cents et au Corps législatif.

## Biographie
Il exerçait à Menton la profession d'homme de loi quand il fut élu, en 1793, député du département des Alpes-Maritimes à la Convention, et admis à siéger le 23 mai suivant, il soutint les Girondins, protesta contre le 31 mai, et fut décrété d'arrestation.
Rappelé à l'Assemblée le 18 frimaire an III, il fut élu par ses collègues, le 4 brumaire an IV, député au Conseil des Cinq-Cents. Il y siégea jusqu'en l'an VII, se montra favorable au 18 brumaire, et fut appelé, le 4 nivôse an VIII, par le Sénat conservateur, à représenter au Corps législatif le département des Alpes-Maritimes.
Massa appartenait à l'Institut, comme membre-associé, pour la section de « Science sociale et législative ».
Il rentra dans la vie privée en 1803. Membre de l'Académie des inscriptions et belles-lettres depuis le 15 messidor an VIII.

## Mandats
- 23/05/1793 - 26/10/1795 : Alpes-Maritimes - Girondins
- 26/10/1795 - 20/05/1798 : Alpes-Maritimes - Bonapartiste
- 25/12/1799 - 01/07/1803 : Alpes-Maritimes